# Marie-Arlette Carlotti

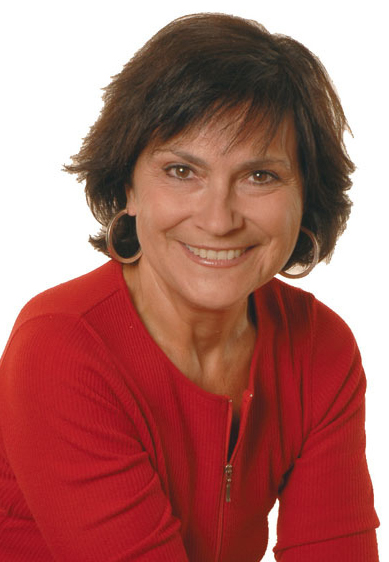
Marie-Arlette Carlotti (2012)

Marie-Arlette Carlotti (* 21. Januar 1952 in Béziers, Département Hérault) ist eine französische Politikerin der Parti Socialiste (PS), die von 1996 bis 2009 Mitglied des Europäischen Parlaments war und seit dem 16. Mai 2012 Beigeordnete Ministerin für Menschen mit Behinderungen im Ministerium für soziale Angelegenheiten und Gesundheit im Kabinett von Premierminister Jean-Marc Ayrault ist.

## Leben

### Studium, berufliche Tätigkeit und Parteiämter
Nach dem Schulbesuch studierte Marie-Arlette Carlotti Rechtswissenschaften an der Universität Paul Cézanne Aix-Marseille III und schloss dieses Studium mit einem Diplôme d’études supérieures spécialisées (DESS) ab. Ein anschließendes postgraduales Studium im Fach menschliche Ressourcen am Institut d'administration des entreprises in Aix-en-Provence beendete sie mit einem weiteren DESS und nahm im Anschluss eine Tätigkeit als Managerin in der Raumfahrtindustrie auf.
Bereits während des Studiums trat sie 1970 der Parti Socialiste als Mitglied bei und war von 1983 bis 2003 Mitglied des Nationalrates sowie von 1986 bis 1994 Mitglied des Nationalbüros der PS, wodurch sie zum obersten Führungsgremium der Partei gehörte. Zugleich war sie von 1986 bis 1988 erst Nationalsekretär für audiovisuelle Medien sowie später von 1993 bis 1994 Nationalsekretärin der PS für Menschenrechte.

### Europaabgeordnete und erfolglose Kandidaturen für die Nationalversammlung
Nach dem Ausscheiden eines Abgeordneten aus dem Europäischen Parlament wurde Marie-Arlette Carlotti während der vierten Legislaturperiode 1996 Mitglied des Europaparlaments und gehörte diesem nach Wiederwahlen 1999 und 2004 bis 2009 an.
Während ihrer langjährigen Mitgliedschaft im Europäischen Parlament war sie zunächst von September 1996 bis Januar 1997 Mitglied im Ausschuss für soziale Angelegenheiten und Beschäftigung sowie im Anschluss von Januar 1997 bis Juli 2009 Mitglied im Ausschuss für Entwicklung und Zusammenarbeit. Außerdem war sie zwischen September 1999 und Juli 2009 war sie stellvertretende Vorsitzende beziehungsweise Vizepräsidentin der Mitglieder des Europäischen Parlaments bei der Paritätischen Parlamentarischen Versammlung des Abkommens zwischen den Staaten Afrikas, des Karibischen Raumes und des Pazifischen Ozeans und der Europäischen Union (AKP-EU).
Daneben wurde Carlotti, die zwischen 1998 und 2000 auch Nationale Beauftragte der PS für die Beziehungen zu Nichtregierungsorganisationen war, im März 1998 erstmals zum Mitglied des Generalrates des Départements Bouches-du-Rhône gewählt und vertrat in diesem nach Wiederwahlen 2004 und 2011 den Wahlkreis (Kanton) Marseille-Les Cinq-Avenues. In dieser Zeit wurde sie außerdem 2001 Vizepräsidentin des Generalrates und war in dieser Funktion für den Schutz von Kindern und für internationale Beziehungen zuständig.
2002 bewarb sie sich erstmals als Kandidatin der PS im Wahlkreis Bouches-du-Rhône I für ein Mandat als Abgeordnete in der Nationalversammlung, unterlag allerdings dem Kandidaten der Union pour un mouvement populaire (UMP), Roland Blum.
Anschließend war Marie-Arlette Carlotti, die 2003 Mitglied der von Martine Aubry initiierten parteiinternen Gruppe Réformer wurde, Pressesprecherin von Jean-Noël Guérini, der sich 2007 bei den Kommunalwahlen für die PS als Kandidat für das Amt des Bürgermeisters von Marseille bewarb.
Auch bei den Parlamentswahlen 2007 bewarb sie sich in diesem Wahlkreis erneut und unterlag abermals dem UMP-Kandidaten Blum, der diesmal 56,96 Prozent der Wählerstimmen erhielt, während auf sie 43,04 Prozent der Stimmen entfielen.
Auf dem Parteitag der PS 2008 in Reims unterstützte sie die Kandidatur von Bertrand Delanoë. Delanoë galt als Favorit für die Wahl des Ersten Sekretärs der Parti Socialiste im Jahr 2008, zog aber nach einer Niederlage seiner Strömung bei der Abstimmung über das Arbeitsprogramm seine Kandidatur zugunsten von Martine Aubry zurück.

### Unterstützung Hollandes und Beigeordnete Ministerin
Bei den Regionalratswahlen im März 2010 wurde sie außerdem zum Mitglied des Regionalrates der Region Provence-Alpes-Côte d’Azur gewählt und unterstützte die Wahl des Spitzenkandidaten Michel Vauzelle zum Präsidenten des Regionalrates. Kurz darauf trat sie für die Kandidatur François Hollande als Staatspräsident ein und unterstützte ihn 2011 bei den Primärwahlen der PS und bei der Präsidentschaftswahl 2012.
Nach ihrer Wiederwahl zum Mitglied des Generalrates von Bouches-du-Rhône unterstützte sie im März 2011 als Mitglied des Wahlbündnisses aus PS, Parti radical de gauche (PRG) und Divers gauche (DVG) die erneute wahl von Jean-Noël Guérini zum Präsidenten des Generalrates. Am 16. November 2011 trat sie in den Wahlkampfstab von Hollande ein und war dort für die Gleichheit von Männern und Frauen zuständig. Wenige Monate später forderte sie den Rücktritt Guérinis, nachdem gegen diesen Vorwürfe im Rahmen von öffentlichen Auftragsvergaben öffentlich wurden. Die Vorwürfe gegen Guérini bezeichnete sie als „sehr schwer, sehr ernst, sehr selten für einen lokalen Politiker“.
Nach der Wahl von François Hollande zum Staatspräsidenten und der Benennung von Jean-Marc Ayrault zum Premierminister wurde sie von diesem am 16. Mai 2012 zur Beigeordneten Ministerin für Menschen mit Behinderungen in dessen Kabinett berufen und ist als solche Sozial- und Gesundheitsministerin Marisol Touraine unterstellt.
Bei den Parlamentswahlen 2012 kandidierte Marie-Arlette Carlotti im Wahlkreis Bouches-du-Rhône V abermals für einen Sitz in der Nationalversammlung.
Im März 2013 kündigte sie ihre Kandidatur bei der 2014 anstehenden Bürgermeisterwahl in Marseille an.